# ジョー・ベンチ
ジョーアン・ベンチ（Jo-Anne Bench）は、ロイヤル・レミントン・スパ出身のイギリスのミュージシャン で、ボルト・スロワーのベーシストとして最もよく知られている。彼女はバンドの全アルバムに参加しているが、デモには参加していない。エクストリーム・メタルというジャンルにおいて数少ない女性ミュージシャンの一人として知られ、このジャンルの他の多くの女性ミュージシャンに影響を与えてきた。
ベンチは1987年にバンドに加入した。これはギャビン・ワードがベースからギターに転向した直後だった 。当時、彼女はワードの長年の恋人であり、商業的に成功したメタルバンドの中で数少ない女性メンバーの一人として注目されていた。ボルト・スローワーは2016年まで活動を続けたが、前年にドラマーのマーティン・カーンズが亡くなったことを受け、解散を決定した。
彼女は2005年のアルバム『Armageddon March Eternal - Symphonies of Slit Wrists』に収録されているThe Project Hate MCMXCIXのトラック「Resurrected For Massive Torture」にゲストボーカル（スポークンワード）として参加した。

## 使用機材
Source:
- BC Rich Ironbird
- Peavey T-Max
- Ibanez Tube Screamer
- 2 x Laney 2x15